# Margherita Mazzucco
Margherita Mazzucco (* 26. September 2002 in Neapel) ist eine italienische Schauspielerin. Internationale Bekanntheit erlangte sie durch ihre Verpflichtung in der Fernsehserie Meine geniale Freundin (2018–2022).

## Leben und Karriere
Margherita Mazzucco kam durch Zufall zur Schauspielerei. Ursprünglich hatte sie sich für Architektur und Sprachen interessiert. In der Schule belegte sie die Fächer Latein und Altgriechisch. Als in ihrer Heimatstadt Neapel nach Darstellern für die italienisch-amerikanische Fernsehserie Meine geniale Freundin gesucht wurde, bewarb sie sich wie viele andere ihrer Mitschüler für eine Rolle. Das Casting der Schauspieler nahm acht Monate Zeit in Anspruch mit über 9000 Personen aus Neapel oder Umgebung, die für eine Rolle vorsprachen. Einen Monat nach ihrem Vorsprechen gelangte Mazzucco für die Hauptfigur der Elena „Lenù“ Greco in die engere Auswahl und wurde schließlich angenommen. Elisa Del Genio und Alba Rohrwacher stellten die Figur in jüngeren bzw. älteren Jahren dar. Als Vorbereitung las Mazzucco eine Woche vor Drehbeginn die Bände von Elena Ferrantes Neapolitanischer Saga, auf der die Serie basierte. Daraufhin begann sie die Figur der Elena auch besser zu verstehen, nachdem diese ihr zuvor als zu ruhig und passiv vorgekommen war. Auch erlernte sie während eines intensiven Schauspielworkshops den lokalen neapolitanischen Dialekt.
Meine geniale Freundin machte die damals 15-jährige Laienschauspielerin an der Seite ihrer Kodarstellerin Gaia Girace als Raffaella „Lila“ Cerullo einem internationalen Publikum bekannt. Die Serie von Saverio Costanzo wurde u. a. beim Festival de Télévision de Monte-Carlo 2019 preisgekrönt. Während der Dreharbeiten musste Mazzucco aufgrund ihrer Akne und ihrer schlanken Statur bis zu zwei Stunden täglich in der Maske verbringen. Parallel zu den Dreharbeiten absolvierte sie die Mittel- und Oberschule und wurde eigenen Angaben zufolge auch extrovertierter.
Nach ihrem Fernsehdebüt beendete Mazzucco ihre schulische Laufbahn und schrieb sich an der Universität für ein Kunstprogramm ein. Im Jahr 2022 übernahm sie die Titelrolle in Susanna Nicchiarellis Kinofilm Chiara, in dem sie als Klara von Assisi zu sehen ist. Dies brachte ihr den NUOVOIMAIE Talent Award als beste Nachwuchsdarstellerin ein. Im selben Jahr nahm sie neben Gaia Girace als Gast am Sanremo-Festival teil.

## Filmografie
- 2018–2022: Meine geniale Freundin (L’amica geniale, Fernsehserie, 22 Folgen)
- 2022: Chiara

## Auszeichnungen
- 2022: Filmfestival von Venedig – NUOVOIMAIE Talent Award als beste Nachwuchsdarstellerin (Chiara)